# Holmes Osborne
Pour les articles homonymes, voir Osborne.
Holmes Osborne, né le 7 novembre 1947 à Kansas City (Missouri), est un acteur américain.

## Biographie
Holmes Osborne est un acteur qui a souvent joué des pères de famille et des représentants de l'autorité. Au cinéma, son rôle le plus connu est sans doute celui du père du personnage principal dans le film Donnie Darko (2001). À la télévision, il a tenu des rôles récurrents dans les séries Sept jours pour agir et Invasion.

## Filmographie

### Cinéma
- 1996 : That Thing You Do! : M. Patterson
- 1997 : Affliction : Gordon LaRivière
- 1999 : Mod Squad : M. Cochrane
- 1999 : L'Arriviste : Dick Metzler
- 1999 : La Tête dans le carton à chapeaux : Larry Russell
- 1999 : The White River Kid : Fergus Kenrod
- 2000 : American Girls : Bruce Shipman
- 2001 : Donnie Darko : Eddie Darko
- 2001 : Bleu profond : le responsable des prêts
- 2002 : Windtalkers : Les Messagers du vent : le colonel Hollings
- 2002 : Un Américain bien tranquille : Bill Granger
- 2002 : Une chambre pour quatre : Doc Tuley
- 2003 : Identity : le juge Taylor
- 2003 : Treize à la douzaine : Nick Gerhard
- 2005 : Sept Ans de séduction : Stephen Martin
- 2005 : Dreamer : Doc Fleming
- 2006 : Cinq Toutous prêts à tout : Selkirk Tander
- 2006 : Southland Tales : le sénateur Bobby Frost
- 2007 : D-War : l'hypnotiseur
- 2007 : Meet Bill : M. Jacoby
- 2009 : All About Steve : Soloman
- 2009 : The Box : Dick Burns
- 2010 : No Limit : le général Paulson
- 2011 : Il n'est jamais trop tard : Dave Busik
- 2012 : Fun Size : M. Brueder
- 2016 : L'Exception à la règle (Rules Don't Apply) de Warren Beatty : Cobby

### Télévision
- 1998 : Urgences (série télévisée, saison 4 épisode 14) : le docteur Sayers
- 1998 : De la Terre à la Lune (mini-série) : George Low
- 1998 : Dharma et Greg (série télévisée, saison 2 épisodes 3 et 13) : le révérend Blanchard
- 1998-2001 : Sept jours pour agir (série télévisée, 9 épisodes) : le président Robert Maxwell
- 1999 : The Practice : Donnell et Associés (série télévisée, saison 3 épisode 17) : M. Hyde
- 1999 : À la Maison-Blanche (série télévisée, saison 1 épisode 9) : Peter Lillienfield
- 1999 : X-Files : Aux frontières du réel (série télévisée, saison 7 épisode Millennium) : Mark Johnson
- 2000 : Amy (série télévisée, saison 1 épisode 12) : le juge Brooks
- 2003 : Malcolm (série télévisée, saison 5 épisode 6) : M. Young
- 2003 : Le Cadeau de Carole (téléfilm) : Hal
- 2004 : Les Experts : Miami (série télévisée, saison 3 épisode 10) : le juge Isaac Greenhill
- 2005 : The Closer : L.A. enquêtes prioritaires (série télévisée, saison 1 épisode 7) : Avocat de Mr. Hoke
- 2005 : NCIS : Enquêtes spéciales (série télévisée, saison 2 épisode 13) : Fred Hanlan
- 2005-2006 : Invasion (série télévisée, 5 épisodes) : le maire Littles
- 2007 : Cold Case : Affaires classées (série télévisée, saison 4 épisode 18) : Vincent Hopper
- 2007 : Dr House (série télévisée, saison 4 épisode 6) : le docteur Curtis
- 2014 : Grey's Anatomy (série télévisée, saison 10 épisode 22) : le docteur Kenzie